# Whanganui Falls
Die Whanganui Falls sind ein Wasserfall bislang nicht ermittelter Fallhöhe im Taupō District in der Region Waikato auf der Nordinsel Neuseelands. Er liegt im Lauf des Whanganui Stream kurz vor dessen Mündung am Westufer des Lake Taupō.